# César Sampaio
César Sampaio (São Paulo, 31 de marzo de 1968) es un futbolista retirado, que jugaba como centrocampista.

## Biografía
Fue un mediocampista defensivo técnico de gran físico y velocidad, buena visión de juego y colocación. Su presencia en acciones defensivas es de gran importancia, ya que roba gran cantidad de balones. Ofensivamente se destaca su pase en corto rápido y un potente tiro. Junto a Mauro Silva y Emerson, formaron un tridente defensivo, mágico, capaz de descolocar a todo una poderosa Juventus de Turín, que terminó con un Zidane y un Davies expulsados, de pura desesperación. Su llegada al Depor fue una petición de Mauro Silva. En el Deportivo La Coruña jugó muy poco tiempo y pocos partidos, pero los suficientes para disfrutar de su calidad, comparable en el fútbol actual a Senna, pero más de corte defensivo y menos calidad. Su maltrecho tendón de Aquiles, lo condenó a abandonar el Deportivo.

## Selección nacional
Jugó 42 partidos con la camiseta de Brasil, anotando 6 goles.
Jugó el Mundial de Francia de 1998, la Copa FIFA Confederaciones 1997 y la Copa América 1997.

## Clubes
| Club                   | País      | Año       |
| ---------------------- | --------- | --------- |
| Santos F. C.           | Brasil    | 1986-1991 |
| S. E. Palmeiras        | Brasil    | 1992-1994 |
| Yokohama Flugels       | Japón     | 1994-1998 |
| S. E. Palmeiras        | Brasil    | 1998-2000 |
| Deportivo de La Coruña | España    | 2000-2001 |
| S. C. Corinthians      | Brasil    | 2001      |
| Kashiwa Reysol         | Japón     | 2002-2003 |
| Sanfrecce Hiroshima    | Japón     | 2003      |
| São Paulo F. C.        | Brasil    | 2004      |
| Persma Manado          | Indonesia | 2006      |

## Palmarés

### Campeonatos regionales
| Título               | Club              | País                       | Año  |
| -------------------- | ----------------- | -------------------------- | ---- |
| Torneo Río-São Paulo | S. E. Palmeiras   | Río de Janeiro / San Pablo | 1993 |
| Campeonato Paulista  | S. E. Palmeiras   | San Pablo                  | 1993 |
| Campeonato Paulista  | S. E. Palmeiras   | San Pablo                  | 1994 |
| Torneo Río-São Paulo | S. E. Palmeiras   | Río de Janeiro / San Pablo | 2000 |
| Campeonato Paulista  | S. C. Corinthians | San Pablo                  | 2001 |

### Campeonatos nacionales
| Título               | Club                   | País   | Año  |
| -------------------- | ---------------------- | ------ | ---- |
| Campeonato Brasileño | S. E. Palmeiras        | Brasil | 1993 |
| Campeonato Brasileño | S. E. Palmeiras        | Brasil | 1994 |
| Copa de Brasil       | S. E. Palmeiras        | Brasil | 1998 |
| Supercopa de España  | Deportivo de La Coruña | España | 2000 |

### Copas internacionales
| Título               | Equipo (*)          | País           | Año     |
| -------------------- | ------------------- | -------------- | ------- |
| Recopa de la AFC     | Yokohama Flügels    | Japón          | 1994-95 |
| Supercopa de la AFC  | Yokohama Flügels    | Japón          | 1995    |
| Copa América         | Selección de Brasil | Bolivia        | 1997    |
| Copa Confederaciones | Selección de Brasil | Arabia Saudita | 1997    |
| Copa Mercosur        | S. E. Palmeiras     | Brasil         | 1998    |
| Copa Libertadores    | S. E. Palmeiras     | Brasil         | 1999    |

(*) Incluyendo la selección

#### Distinciones individuales
| Distinción                             | Año  |
| -------------------------------------- | ---- |
| Mejor jugador del Campeonato Brasileño | 1990 |
| Mejor jugador del Campeonato Brasileño | 1993 |